# Ромен Гарі
Роме́н Гарі́ (фр. Romain Gary; * 21 травня (8 травня) 1914, Вільнюс — †2 грудня 1980, Париж) — французький письменник.
Справжнє ім'я — Роман Кацев (пол. Roman Kacew); у такому написанні воно й залишилося у французьких документах). Також писав під псевдонімом Еміль Ажар (фр. Émile Ajar).
Двічі лауреат Гонкурівської премії (1956 під ім'ям Ромена Гарі і 1975 під ім'ям Еміля Ажара).

## Біографія
Ромен народився у російськомовній сім'ї єврейського походження. Батько — Ар'є-Лейб Кацев — був комерсантом, торгував хутром. Мати — Ніна (або Міна) Овчинська (Mina або пол. Nina Owczynska) — професійно шила.
Пізніше Гарі розповідав, ніби його мати була колись акторкою, але французька дослідниця Міріам Анісімов у книзі «Ромен Гарі, хамелеон» стверджує, що це, ймовірніше за все, вигадка.
Ар'є-Лейб Кацев залишає сім'ю у 1925 році. Романа виховує мати.
З Вільнюса (тоді — частини Польщі) сім'я переїжджає до Варшави. Звідти Овчинська з сином емігрують до Франції (Роману тоді 13 років). Вони оселяються у Ніцці.
У 1938 році Роман іде до армії. Військовий пілот. У 1940, після капітуляції Франції, перебирається до Англії, де приєднується до Вільної Франції (фр. France libre) — армії генерала Де Голля. Продовжує битися у складі повітряних сил.
Після війни працює дипломатом, у 1950-х роках — генеральним консулом Франції у Лос-Анджелесі. Був секретарем посольств Франції у багатьох країнах світу.
Гарі починає писати ще до війни. Тоді ж з'являються його перші публікації. Проте справжньої майстерності він досягає лише у повоєнний період.
Гарі приділяв велику увагу стильності, бездоганності свого зовнішнього вигляду та одягу.
Закінчив життя самогубством у 1980 році. Тіло кремовано. Частину попелу розсипано над Середземним морем.

## Список творів
- Під іменем Ромен Кацев (Romain Kacew):
  - Вино мерців (фр. Le vin des morts) (1937, повернуто видавництвом, ніколи не опубліковано)
- Під іменем Ромен Гарі (Romain Gary):
  - Європейська освіта (фр. Éducation européenne) (1945)
  - Тюльпан (1946)
  - Le Grand Vestiaire (1949)
  - Les Couleurs du jour (1952)
  - Коріння неба (фр. Les Racines du ciel) (1956), Гонкурівська премія
  - Обіцянка на світанку (фр. La Promesse de l'aube) (1960)
  - Johnie Cœur (1961)
  - Gloire à nos illustres pionniers (1962, nouvelles)
  - Lady L. (1963)
  - The Ski Bum (1965)
  - Pour Sganarelle (Frère Océan 1) (1965, essai)
  - Les Mangeurs d'étoiles (La Comédie américaine 1) (1966)
  - La Danse de Gengis Cohn (Frère Océan 2) (1967)
  - La Tête coupable (Frère Océan 3) (1968)
  - Adieu Gary Cooper(La Comédie américaine 2) (1969)
  - Білий пес (фр. Chien blanc) (1970)
  - Скарби Червоного моря (фр. Les Trésors de la Mer Rouge) (1971)
  - Європа (Europa) (1972)
  - Les Enchanteurs (1973)
  - Ніч буде довгою (фр. La nuit sera calme) (1974, інсценуація інтерв'ю, нібито з Франсуа Бонді (фр. François Bondy))
  - Au-delà de cette limite votre ticket n'est plus valable (1975)
  - Блиск жіночності (Clair de femme) (1977)
  - Charge d'âme (1977)
  - La Bonne Moitié (1979)
  - Les Clowns lyriques (1979)
  - Повітряні змії (фр. Les cerfs-volants) (1980, рос. переклад 1994)
  - Життя і смерть Еміля Ажара (фр. Vie et mort d'Emile Ajar) (1981, посмертне)
  - Людина з голубом (фр. L'Homme à la colombe) (1984, остаточна посмертна версія)
- Під іменем Еміль Ажар (Émile Ajar):
  - Gros-Câlin (1974)
  - Життя попереду (фр. La Vie devant soi) (1975), Гонкурівська премія
  - Псевдо (фр. Pseudo) (1976)
  - L'Angoisse du roi Salomon (1979)
- Під іменем Фоско Сінібальді (Fosco Sinibaldi):
  - Людина з голубом (фр. L'Homme à la colombe) (1958)
- Під іменем Шатан Богат (Shatan Bogat псевдонім утворено від російсько-кавказького «шайтан богат») :
  - Голова Стефані (фр. La Tête de Stéphanie) (1974)

## Переклади українською
- «Поговоримо про героїзм», «На Кіліманджаро все гаразд», «Декаданс». Оповідання. Переклав Ярослав Коваль. Київ: журнал Всесвіт, № 3, 1983 р., № 2, 1987 р.
- «Життя попереду»: роман / пер. з франц. М.Марченко. — Київ: К. І. С., 2009. — 168 с.[5] — Відзнака Премії ім. Сковороди 2009 року.
- «Обіцяння на світанку»: роман / пер. з франц. М.Марченко. — Київ: К. І. С., 2011. — 376 с.[6] — Премія ім. Сковороди 2011 року.
- Коріння небес: роман / пер. з франц. Л. Кононовича. — Харків: Фоліо, 2012. — 603 с.